# Sulfonfluorescein
Sulfonfluorescein ist ein Farbstoff aus der Klasse der Sulfonphthaleine und der Xanthenfarbstoffe.

## Darstellung
Sulfonfluorescein wird aus 2-Sulfobenzoesäureanhydrid und Resorcin synthetisiert.

## Verwendung
Sulfonfluorescein wird im pH-Bereich zwischen 5 und 8 als Indikator für die Bestimmung der Halogenidkonzentration verwendet. Bei einer Chloridkonzentration von 0,01 n bildet sich aus der gelben Suspension ein rosaroter Niederschlag. 